# Giurisdizione di Piuro
La Giurisdizione di Piuro fu una struttura territoriale dei Grigioni durante il loro dominio sulla Valtellina.

## Storia
La giurisdizione nacque come risultato del parziale affrancamento di Piuro e della Valle Spluga dal potere del capoluogo chiavennese, e sovraintendeva ai due comuni che formavano il suo consiglio, Piuro e Villa.
La giurisdizione fu soppressa nel 1797 quando Napoleone forzò la sua annessione alla Repubblica Cisalpina.